# Adore (canción de Cashmere Cat)
«Adore» es una canción del DJ noruego Cashmere Cat y la cantante estadounidense Ariana Grande. Fue lanzada el 3 de marzo de 2015 a través de Friends Keep Secrets Records e Interscope Records. La canción fue escrita y producida por Cashmere junto con Benny Blanco y Lido, y coescrita por Ammar Malik, Jeremih Felton, Kenneth "Babyface" Edmonds y Darryl Simmons. «Adore» debutó en la posición número 93 de la lista Billboard Hot 100 en Estados Unidos, siendo así la primera aparición en una lista de éxitos para Cashmere Cat. La canción incluye una interpolación vocal del tema «My My My» de Johnny Gill.
Esta es la segunda de tres colaboraciones entre Cashmere Cat y Grande, la primera es la canción 
«Be My Baby», del segundo álbum de estudio de Grande, My Everything (2014) y la tercera 
«Quit», incluida en el álbum de Cashmere Cat "9".

## Composición
La canción presenta una gran dosis de respiraciones, voces de falsete, elementos atmosféricos, ritmos de baile sutiles y golpes de percusión ruidosa, además de una interpolación vocal del clásico éxito de R&B de Johnny Gill «My My My».

## Recepción crítica
USA Today clasificó la canción como una de las 50 mejores de 2015, y escribió: "Las voces imponentes de Grande nunca han sonado mejor que en esta pista poco convencional de R&B".

## Video musical￼
La canción solo cuenta con un vídeo de audio, que el DJ lanzó en su cuenta de vevo/YouTube oficial.

## Presentaciones en vivo
La canción fue interpretada por primera vez en la gira musical de Grande The Honeymoon Tour (2015).

## Posicionamiento en listas
| Lista (2015)                                | Mejor posición |
| ------------------------------------------- | -------------- |
| Bélgica (Flandes) (Ultratip Bubbling Under) | 27             |
| Estados Unidos (Billboard Hot 100)          | 93             |
| Estados Unidos (Digital Songs)              | 46             |